# سسکان جهان قدیم
اصطلاح سسکان جهان قدیم اشاره به گروه بزرگی از پرندگان دارد که پیش‌تر همگی با هم در تیره (خانواده) Sylviidae گروه‌بندی می شدند. این تیره شامل بیش از ۴۰۰ گونه در بیش از ۷۰ سرده می‌شد، و سبب سردرگمی زیادی در آرایه‌شناسی بود. در ابتدا به دو تیره تقسیم شد: سبدنشینان و سسک تاجی. در ده سال گذشته پژوهش‌های بسیاری دربارهٔ آنها انجام شده است و بسیاری از گونه‌ها اکنون در تیره‌های دیگری (شامل سسک‌های نیزار، سسک معمولی، سسکان برگی و سسکان ملخی) قرار داده شده‌اند. همچنین برخی از گونه‌ها در خانواده‌های موجود جای گرفته‌اند و جایگاه بعضی گونه‌ها هنوز قطعی نشده است. تیره کوچکی از سسک‌ها همراه با لیکوها که پیش‌تر در تیره لیکویان و طوطی‌نوک‌ها بودند اکنون تیره کوچک سسکان را تشکیل می‌دهند.